# Carlo Emery
Carlo Emery (n. 25 octombrie 1848, Napoli, Regatul celor Două Sicilii – d. 11 mai 1925, Bologna, Italia) a fost un entomolog italian. El este amintit pentru regula lui Emery, care afirmă că insectele parazite sociale sunt adesea strâns legate de gazdele lor.
La începutul carierei sale, Carlo Emery a urmat un curs de medicină generală, iar în 1872 și-a restrâns interesele la oftalmologie. În 1878 a fost numit profesor de zoologie la Universitatea din Cagliari, rămânând acolo timp de câțiva ani până în 1881, când a preluat o numire la Universitatea din Bologna ca profesor de zoologie, rămânând acolo timp de treizeci și cinci de ani până la moartea sa. Emery s-a specializat în Himenoptere, dar activitatea sa timpurie a fost la Coleoptera. Înainte de 1869, primele sale lucrări au fost un manual de zoologie generală și lucrări despre pești și moluște. Din 1869 până în 1925 s-a dedicat aproape în întregime studiului furnicilor.
Emery a publicat pe larg între 1869 și 1926 descriind 130 de genuri și 1057 de specii în principal în  seria Genera Insectorum a lui Philogène Auguste Galilée Wytsman (1866 - 1925).
Colecțiile himenopterelor lui Emery sunt în Museo Civico di Storia Naturale di Genova. Coleopterele lui sunt în Museo Civico di Zoologia din Roma. A murit la Bologna în 1925.